# 一口香

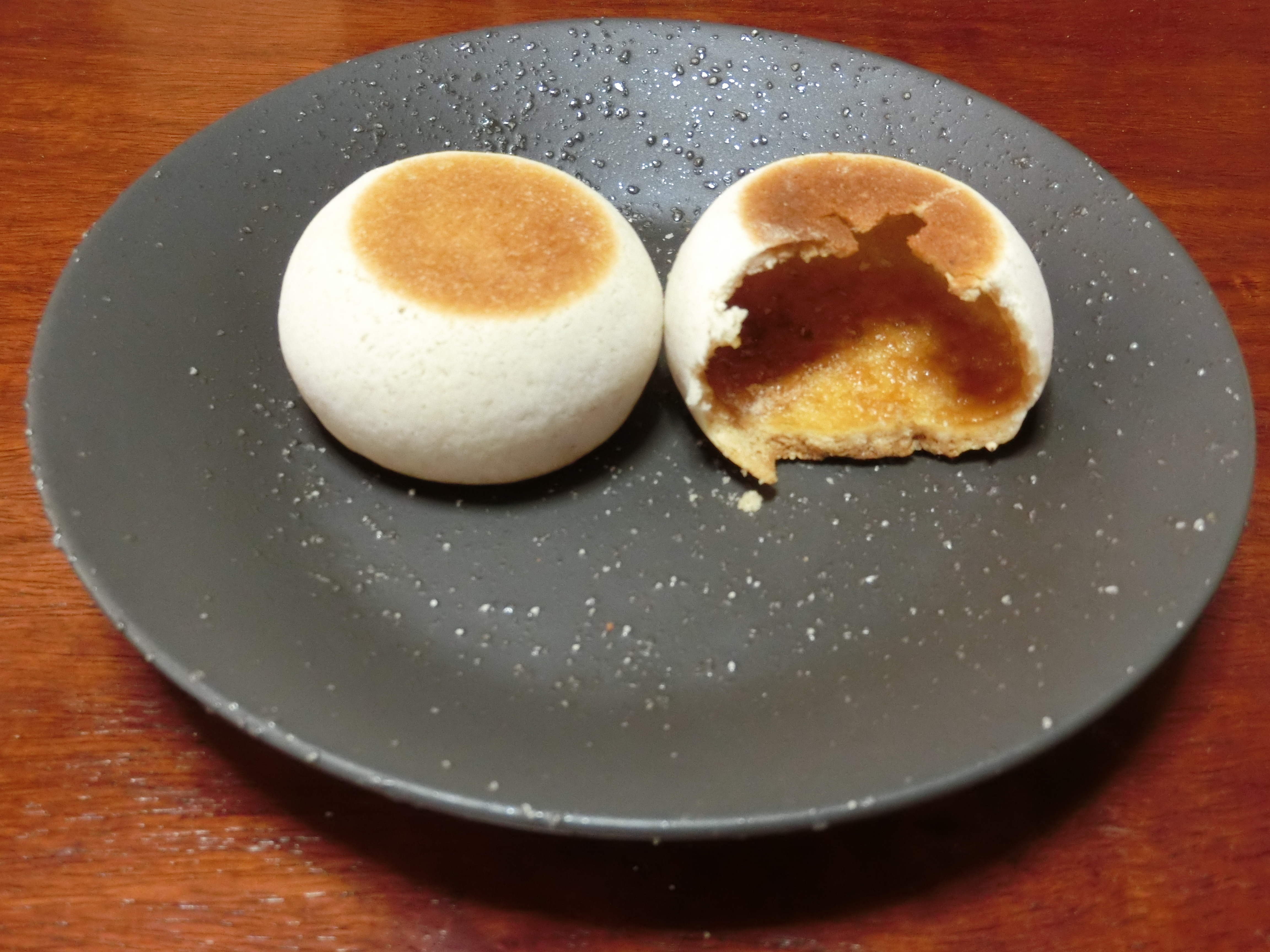

一口香 （いっこうこう）（いっこっこうと呼ぶ地域もある）は、長崎県、愛知県の郷土菓子。佐賀県嬉野市や佐賀市にも同種の菓子があるが、これは「逸口香（いっこっこう）」と称される。

## 概要
製法から外来の菓子と考えられるが、来歴などは詳らかではない。全国銘産菓子工業協同組合副理事長の村岡安廣は、外見や中空という特徴が酷似することから、中国山西省の伝統料理「空心餅」が形を変えて日本に伝来したと推定している。
一口香と呼ばれる菓子は、長崎県・佐賀県・愛知県で主に生産されている。長崎では1884年に唐饅頭の製造が始まり、これが後に一口香と名付けられ、長崎街道を通じて佐賀へ伝播したとされる。佐賀県では、逸口香と表記され、大きさも長崎のものより大型化した。ショウガの香りを加えた皮を用いるのが特徴で、嘉永年間の頃より作り始められたとも、中国の唐の時代に滋養豊富な菓子として伝えられたとも言われる。愛知県常滑市の一口香は、1659年に尾張藩主が命名したと伝わるが、その経路は定かではない。愛媛県宇和島市には唐饅頭という類似の菓子があったが、現在は生産されていない。

## 製法
小麦粉・水飴・水・黒糖・生姜・唐灰汁（かんすいの一種）・胡麻、重曹等を原料にした焼き菓子で、大まかな製造法は水飴を溶かした湯水で練った小麦粉の皮で黒糖の飴を包み、オーブンで焼き上げる。小麦粉と水飴の皮はボーロ状となり、中の黒糖の飴は溶けて皮に付着して空洞となる。その独特の製法と中が空洞という形状から「からくりまんじゅう」とも呼ばれる。饅頭状（一部は煎餅状）に焼き上げるため、胡麻を振った裏面のみに焦げ目が付く。このため、ひっくり返して表面にも焦げ目を付ける。
サイズは唐饅頭の煎餅程の物から愛知県の十円硬貨程の一口サイズの物まで様々である。
長崎県や愛媛県では黒糖餡の他に、柚子ジャムを用いた餡や紫芋餡、抹茶餡等のバリエーションが存在する。また、硬めの仕上がりを避けて比較的ソフトな食感に仕上げた一口香も存在する。